# کریستیان ریورا (بازیکن فوتبال اهل اسپانیا)
کریستیان ریورا (انگلیسی: Christian Rivera؛ زادهٔ ۹ ژوئیهٔ ۱۹۹۷) بازیکن فوتبال اهل اسپانیا است.
از باشگاه‌هایی که در آن بازی کرده‌است می‌توان به باشگاه فوتبال رئال اویدو، باشگاه فوتبال ایبار، باشگاه فوتبال اسپورتینگ خیخون، و باشگاه فوتبال بارسلونا بی اشاره کرد.
وی همچنین در تیم‌های ملی فوتبال زیر ۱۸ سال اسپانیا و زیر ۱۹ سال اسپانیا بازی کرده‌است.